# Apprendimento esperienziale
L’apprendimento esperienziale (Experiential Learning) costituisce un modello di apprendimento basato sull'esperienza, sia essa cognitiva, emotiva o sensoriale. Il processo di apprendimento si realizza attraverso l'azione e la sperimentazione di situazioni, compiti, ruoli in cui il soggetto, attivo protagonista, si trova a mettere in campo le proprie risorse e competenze per l'elaborazione e/o la riorganizzazione di teorie e concetti volti al raggiungimento di un obiettivo. L'apprendimento esperienziale consente al soggetto di affrontare situazioni di incertezza sviluppando comportamenti adattivi e migliorando, nel contempo, la capacità di gestire la propria emotività nei momenti di maggiore stress psicologico. Consente inoltre di sviluppare le proprie abilità di problem solving, anche attraverso l'abilità creativa, e di far acquisire autoconsapevolezza mediante auto-osservazione ed etero-osservazione al fine di ridefinire eventuali atteggiamenti inadeguati e di valorizzare i comportamenti costruttivi. L'esperienza così acquisita diviene patrimonio di conoscenza del soggetto e costituirà il nuovo punto di partenza di ulteriori evoluzioni.

## Precursori, approcci e teorie
Nella sua definizione di Experiential Learning, David Kolb delinea il percorso di apprendimento come formazione continua dell'individuo. Cogliendo le connessioni tra educazione, lavoro e sviluppo della persona, le esamina in modo critico al fine di offrire un sistema di competenze che, attraverso metodologie esperienziali, porti all'elaborazione di obiettivi educativi aderenti al reale mondo del lavoro.
La definizione di Kolb costituisce inoltre il primo tentativo di disciplinare l'apprendimento esperienziale (Experiential Learning) individuandone i fondamenti epistemologici. Nella prima parte della definizione, l'autore si riferisce a quelli che possono essere considerati i maestri precursori dell’Experiential Learning: John Dewey, Kurt Lewin e Jean Piaget. Nel loro insieme, la psicologia sociale di Lewin, il pragmatismo filosofico di Dewey e l'epistemologia genetica cognitivo-evolutiva di Piaget formano una prospettiva unica di apprendimento e sviluppo. La formazione esperienziale spinge il soggetto a una riflessione critica sul proprio essere e sulla propria realtà e gli consente di orientare i suoi atteggiamenti, aiutandolo sia a realizzare la propria personalità sia ad integrarsi nel mondo sociale in un continuo processo di interiorizzazione e apprendimento.

### Fondamenti epistemologici

#### John Dewey: l'esperienza pratica come metodo educativo

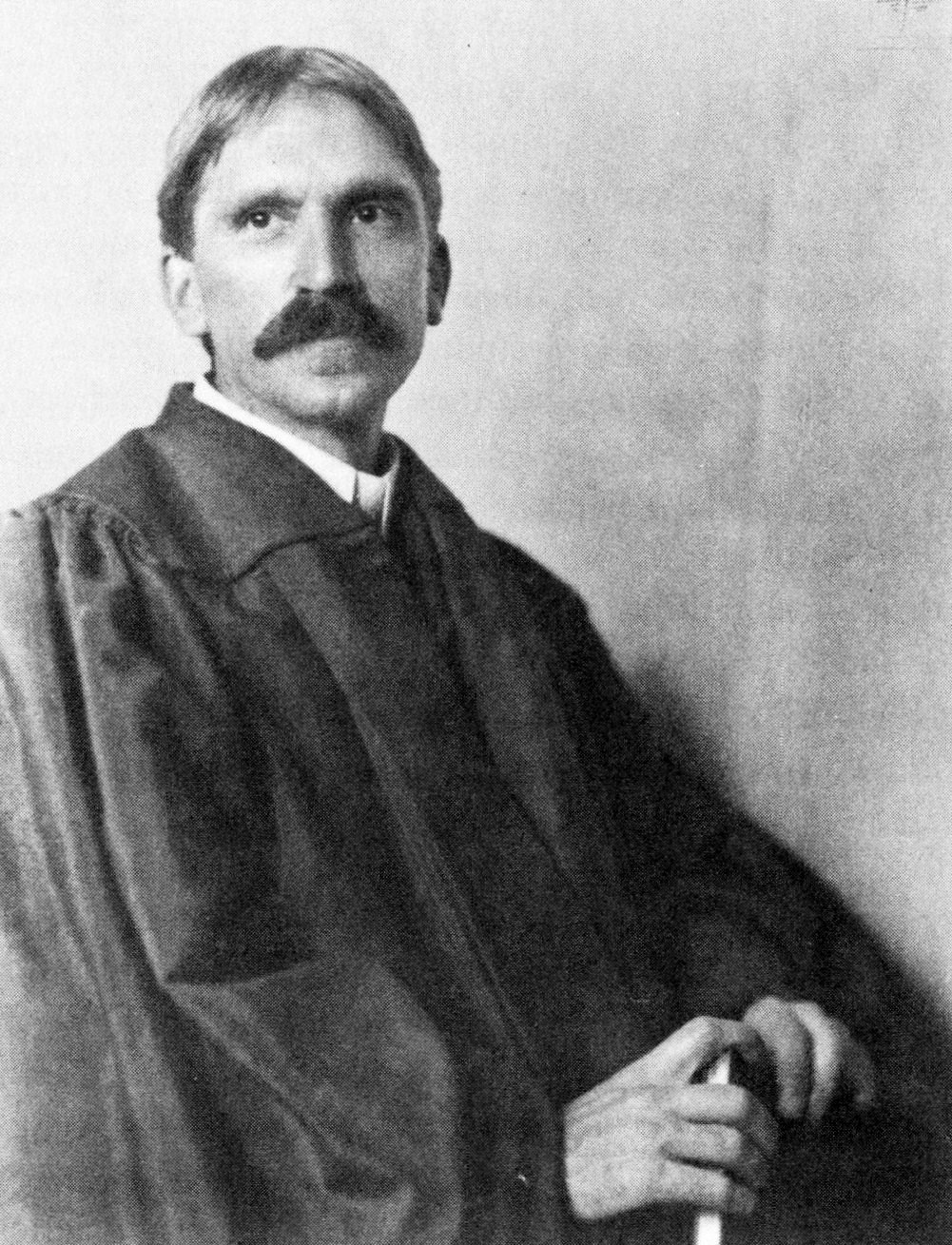
John Dewey all'Università di Chicago nel 1902

Nella sua opera, Dewey contrappone l'approccio educativo classico, cioè la trasmissione di conoscenze teoriche al nuovo approccio basato sull'esperienza come metodo educativo; approccio che sarà poi definito progressista proprio per il suo carattere di novità rispetto al passato. La sua critica, infatti, si rivolge all'insegnamento tradizionale insegnante - allievo nel quale il trasferimento delle teorie avviene con l'ausilio dei libri ma senza il coinvolgimento effettivo dello studente che acquisisce conoscenze e abilità spesso isolate e ripetitive. Egli invece propone un approccio in cui l'individualità e l'attività dello studente sono posti in primo piano e delinea un tipo di apprendimento nuovo, costruito attraverso l'esperienza e la scoperta, in cui le abilità sono un mezzo per raggiungere un traguardo significativo per il soggetto stesso.
Secondo Dewey, l'apprendimento è un processo nel quale si integrano l'esperienza e la teoria, l'osservazione e l'azione. Infatti chi apprende utilizza l'osservazione per orientare l'azione in modo consapevole. L'avvio del processo è dato dall'impulso, che alcuni autori definiscono motivazione. La fine del processo è data dal giudizio finale che pone la riflessione per gli orientamenti futuri. Landry sottolinea come il processo circolare porti ad un'identificazione dell'origine con lo scopo.
Nell'apprendimento esperienziale l'apprendimento ha una dinamica a spirale in cui l'impulso originale si trasforma progressivamente. Possiamo distinguere nel processo di apprendimento delineato da Dewey tre fasi significative:
1. la prima fase è relativa all'osservazione;
2. la seconda fase è relativa alla ricerca di conoscenze già acquisite tramite esperienze simili già vissute nel passato;
3. la terza fase è costituita dal raffronto tra le esperienze vissute e il contesto attuale, da cui genera un giudizio.

#### Kurt Lewin: l'apporto dell'esperienza nella formazione dei concetti
La ricerca di Lewin si è incentrata in particolare sul contributo apportato dall'esperienza e dall'azione nella formazione dei concetti: l'integrazione tra teoria e pratica è necessaria ai fini dell'apprendimento. Infatti egli affermava che niente è più pratico di una buona teoria, proprio a significare l'importanza di entrambe le componenti ai fini della riflessione.
Ancor più tale integrazione è facilitata nelle dinamiche di gruppo in cui l'apprendimento nasce dal confronto tra le esperienze vissute del gruppo e le conoscenze teoriche. In tal modo l'approccio esperienziale favorisce il formarsi di riflessioni e azioni in una continua tensione dialettica.
Il learning circle prospettato da Lewin costituisce il fulcro su cui si basano le teorie successive sull'Experiential Learning: il ciclo dell'apprendimento inizia e termina con la concreta esperienza (concrete experience) che costituisce sia la spinta sia lo scopo del processo. La concreta esperienza passa attraverso l'osservazione e la riflessione (observation and reflection) e utilizzando le teorie (abstract concepts) giunge con la sperimentazione (sperimentation) a tradurre la riflessione in azione e quindi in esperienza. Ciò che consente al ciclo di essere dinamico e continuo è il processo di feedback che in modo sistematico informa di eventuali inefficienze in modo che si possa intervenire a bilanciare nuovamente i momenti di osservazione-riflessione e quelli di azione.

#### Jean Piaget: dall'azione alla rappresentazione

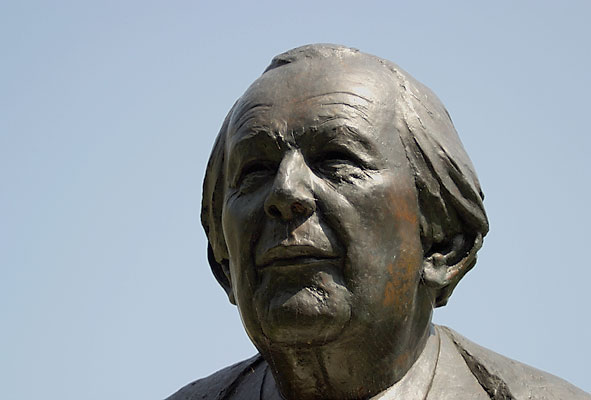
Jean Piaget

Le teorie di Piaget si centrano sullo studio dell'intelligenza del fanciullo e in particolare del ruolo che l'esperienza concreta gioca sullo sviluppo della mente del bambino. Attraverso sperimentazioni cliniche, Piaget ha potuto verificare che il fanciullo sviluppa primariamente la capacità di manipolare gli oggetti del suo ambiente e solo in un momento successivo egli sviluppa la capacità di ragionare astrattamente manipolando simboli astratti.
Piaget chiama il primo stadio sensore-motorio (da 0 a 2 anni) proprio perché il bambino apprende solo tramite l'azione sensoriale. Solo in seguito il bambino svilupperà la capacità di creare delle rappresentazioni mentali. Piaget indicherà nei concetti di assimilazione e accomodamento il processo di apprendimento che si forma attraverso l'interazione di rappresentazione e azione.

#### David A. Kolb: l'apprendimento come processo fondato sull'esperienza
Dalle teorie precedenti, Kolb deriva la natura dell'apprendimento come processo dove la conoscenza si sviluppa mediante l'osservazione e la trasformazione dell'esperienza. Tale processo si compone di quattro fasi:
1. la fase delle esperienze concrete, in cui l'apprendimento avviene attraverso le percezioni e quindi come interpretazione personale di esperienze;
2. la fase dell'osservazione riflessiva, in cui l'apprendimento deriva invece dalla comprensione dei significati tramite l'osservazione e l'ascolto;
3. la fase della concettualizzazione astratta, nella quale l'apprendimento deriva dall'analisi e dall'organizzazione logica dei flussi di informazioni;
4. la fase della sperimentazione attiva, in cui l'apprendimento è il risultato di azione, sperimentazione e verifica di funzionamento ai fini dell'evoluzione o di possibili cambiamenti.

Il processo di apprendimento esperienziale delineato da Kolb coinvolge le quattro fasi descritte in un ciclo ricorsivo in cui ogni conoscenza si crea a partire da una precedente esperienza di cui ne è il risultato.

## Il processo di apprendimento esperienziale
Il processo di apprendimento che deriva dall'esperienza implica una mobilitazione di abilità di base importanti, quali l'elaborazione degli insiemi di informazioni fornite e la trasformazione delle stesse in conoscenza. Bion afferma che qualsivoglia esperienza può essere presa a modello per le esperienze future: l'apprendimento dall'esperienza prescinde da un processo circolare di riflessione che integra l'esperienza in fase di svolgimento, la riflessione, la concettualizzazione e l'azione. Vi è una visione olistica nel considerare l'apprendimento: gli aspetti cognitivi, emotivi, volitivi nonché gli aspetti sociali vengono integrati e la persona viene coinvolta nella sua interezza. L'apprendimento viene raggiunto mediante la riflessione in merito ad un'esperienza vissuta, la partecipazione diretta e le scoperte vissute in prima persona. L'inerente consapevolezza conduce allo sviluppo personale e ciò implica un cambiamento comportamentale o cognitivo voluto e non imposto o richiesto.
L'apprendimento è fortemente personalizzato poiché le persone vengono incoraggiate a fare collegamenti e a formulare teorie proprie sullo stato delle cose, in base alle proprie percezioni ed emozioni; viene pertanto enfatizzata la prospettiva del discente.
L'apprendimento esperienziale verte su un processo di auto-osservazione della propria esperienza ed implica:
- l'identificazione degli elementi comportamentali adottati e delle operazioni svolte per permettere la distinzione tra punti di forza e punti di debolezza nonché il miglioramento delle performance attese;
- la riflessione sui comportamenti, le strategie,  successi ed insuccessi propri, migliorando la consapevolezza di sé;
- la definizione degli obiettivi di apprendimento (learning goal e learning need);
- l'identificazione della performance ideale;
- l'attivazione di un maggiore livello di attenzione e concentrazione nello svolgimento della nuova esperienza.

Se il cambiamento non si è manifestato si potrebbe pensare che l'apprendimento non sia avvenuto e che l'esperienza possa anche essere negativa o non educativa poiché, come afferma Dewey, alcune esperienze fermano o distorcono la crescita, portano al cinismo, alla mancanza di sentimenti o riducono le possibilità di un'ulteriore crescita.
La qualità del processo apprenditivo potrà svilupparsi nel gruppo (apprendimento cooperativo) in particolare rispetto ai seguenti elementi:
- sentimenti e comportamenti di ciascuna persona coinvolta nell'attività;
- dinamiche di gruppo;
- modalità di utilizzo delle risorse a disposizione nel definire e nel raggiungere gli obiettivi comuni;
- relazioni professionali e personali dei membri;
- elementi emotivi e comportamentali utilizzati nel superamento delle sfide personali, fisiche, emotive, affettive e cognitive, e che caratterizzano il coinvolgimento personale richiesto dalla situazione.

## Modalità formative attraverso cui si realizza l'apprendimento esperienziale
Le attività formative grazie alle quali l'apprendimento esperienziale ha luogo si possono suddividere in due grandi categorie: indoor (in spazi chiusi) e outdoor (in spazi aperti). Tra le indoor possiamo elencare il Teatro d'Impresa, le simulazioni, i giochi di ruolo; tra quelle outdoor le attività sportive, le attività estreme, i percorsi avventura, i viaggi organizzati e in genere le attività in cui si è a contatto con la natura e all'aria aperta.

### Attività indoor
Il Teatro d'impresa è una tecnica di risoluzione di problemi aziendali attraverso l'utilizzo di tecniche teatrali. Si svolge spesso nell'impresa di interesse e si caratterizza per il coinvolgimento del personale dell'azienda, una scenografia vuota e un'organizzazione tesa prioritariamente al raggiungimento degli obiettivi prefissati piuttosto che al risultato estetico-artistico dello spettacolo. Il Teatro d'impresa viene spesso utilizzato per affrontare problematiche relazionali tra i membri dell'organizzazione, problemi di comunicazione, di identificazione nell'impresa di appartenenza e di risoluzioni di situazioni e problematiche quotidiane. Negli ultimi tempi, questa metodologia di far spettacolo in modo utile sta diventando sempre più in voga tra le grandi imprese italiane e mondiali anche per promuovere se stesse al vasto pubblico.
Le simulazioni sono situazioni più semplici da organizzare e legate al momento formativo stretto, e possono essere allestite anche in modo estemporaneo all'interno di una lezione. Si tratta di tecniche di risoluzione di problemi comunicativi, di auto-conoscenza e consapevolezza di se stessi, degli altri e delle situazioni. Questa tipologia di apprendimento esperienziale utilizza tecniche teatrali ma in modo meno professionale e più spontaneo, allestendo sul posto una tipica situazione lavorativa che deve essere affrontata da un soggetto chiamato a simulare le proprie reazioni al problema.
I giochi di ruolo (role play) sono un altro tipo di simulazioni, che seguono una struttura e regole precise, proprio come in un gioco di ruolo vero e proprio. Ai soggetti viene chiesto di identificarsi in una parte, lavorando in gruppo o individualmente. I giochi di ruolo sono stati studiati per affinare e valutare precise competenze come saper prendere decisioni e sapersi organizzare. Un tipo di gioco di ruolo è l'In basket, gioco in cui viene chiesto al soggetto di prendere delle decisioni di fronte a una certa quantità di “posta in arrivo”, scegliendo quali comunicazioni cestinare, e a quali invece rispondere e in che modo.
Oltre alle attività citate sono possibili infiniti altri tipi di compiti che, partendo da situazioni problematiche reali, consentono di sviluppare le competenze chiave. Nel linguaggio scolastico tale attività viene anche chiamata "compito autentico" o "compito creativo"  oppure "compito di realtà". Esso viene predisposto dall'insegnante in modo tale da consentire la divisione del lavoro in una logica di squadra.
Dall'esperienza comune e condivisa, l'apprendimento crea nell'individuo e nel gruppo un'esperienza nuova. Quest'ultima porta le persone coinvolte a sviluppare la propria creatività, la libertè di pensiero e le abilitè relazionali.

### Attività outdoor
Tra le attività outdoor, lo sport e le attività estreme come il rafting puntano sulla forte valenza formativa che deriva dall'affrontare situazioni molto impegnative e difficili, e dalla soddisfazione e autostima che ne conseguono per essere riusciti a superarle. Questo tipo di attività si basa soprattutto sul lavoro di squadra: per questa ragione molte grandi aziende promuovono questo tipo di attività formative tra i dipendenti al fine di formare efficienti team di lavoro.
I percorsi avventura, i viaggi e le attività quali la degustazione di vini e la visita a luoghi di interesse mirano alla costruzione di relazioni sane e positive tra i membri di un'organizzazioni chiamati a vivere insieme un'esperienza di questo tipo. Attività ludiche e culturali possono promuovere e valorizzare gli interessi dei singoli partecipanti, e insieme creare un momento di incontro e discussione indispensabile per poter costruire relazioni durature e positive.

## Il formatore esperienziale
Il formatore esperienziale è un professionista che supporta le persone aiutandole a condividere la propria esperienza in forma di dialogo e a rivederla da diverse prospettive, creando un ambiente collaborativo e offrendo spunti per una visione da più angolazioni dell'esperienza vissuta dai singoli soggetti. Egli è allestitore di situazioni, facilitatore, supervisore e co-attore.
Il rapporto che si costruisce tra il formatore e i soggetti in apprendimento è influenzato da diversi aspetti, tra cui il clima, lo spazio e il contesto di apprendimento; il formatore deve fare attenzione a creare un ambiente intriso di fiducia reciproca tra i partecipanti, in modo che vi sia la voglia da parte di tutti di condividere le proprie esperienze con gli altri; esperienze che sono il punto di partenza per l'apprendimento. Quindi, formatore come professionista che sa dare fiducia alle persone e le incoraggia nel loro percorso di apprendimento ma allo stesso tempo le lascia libere di esprimere se stesse e le proprie esperienze.
Una componente indispensabile perché vi sia apprendimento è la riflessività del formatore, importante per la sua crescita professionale e personale, che si pone domande sulla propria e altrui esperienza, acquisendo consapevolezza del suo agire. Egli dovrebbe inoltre suscitare una riflessione nei soggetti attraverso varie strategie, per esempio dedicando del tempo alla vera e propria critica sulle esperienze vissute, attraverso il dialogo oppure attraverso tecniche di brainstorming.
Alcune varianti del ruolo di formatore esperienziale possono essere: il facilitatore, il form'attore, il coach ed il mentore.

### Il facilitatore
Il facilitatore affianca il gruppo, accetta con eguale rispetto tutti i contributi messi in campo dai soggetti, siano essi emotivi o intellettuali, senza giudicare; mette a disposizione risorse per l'apprendimento, offrendo anche se stesso come risorsa ma allo stesso tempo rendendosi conto dei suoi limiti.
Il formatore - facilitatore deve rivestire un ruolo modesto per riuscire a fare in modo che le persone lavorino insieme per il raggiungimento di obiettivi comuni; non dà risposte ma cerca di suscitare domande; non è un insegnante ma aiuta gli individui a usare le proprie potenzialità, a scoprire le proprie capacità e a metterle senza paura a confronto con quelle degli altri. Per questo il formatore non dovrebbe schierarsi da una parte o dall'altra ma solo fornire dei feedback e punti di vista diversi. Inoltre deve essere empatico e capire quello che sentono i discenti in modo da supportarli al meglio, ma anche flessibile, perché ogni situazione è diversa come lo è ogni gruppo e persona. In tutto questo il facilitatore non deve perdere di vista l'obiettivo dell'apprendimento e farlo presente in itinere al gruppo.

### Il form'attore
Con l'espressione form'attore si vuole descrivere l'unione tra due competenze diverse: quella dell'attore, che comporta il possesso di tecniche teatrali, e quella del formatore, che richiede capacità di guida e sostegno per il conseguimento di progetti che facciano crescere l'individuo e nel contempo l'azienda in cui è inserito.
Il form'attore, lavora orientando le proprie competenze allo sviluppo delle risorse umane in azienda per soddisfare appieno sia i bisogni del singolo che quelli dell'organizzazione stessa. Egli utilizza come strumento principe il Teatro d'impresa.
Il sapere del form'attore è inserito nel suo saper essere, che non si divide dal saper fare né dal sapersi relazionare o dal saper comunicare.

### Il coach
Il coach lavora solitamente con il singolo individuo ma può lavorare anche con il gruppo. Il suo obiettivo è di far emergere le risorse che già si trovano all'interno degli individui, aiutandoli ad avere fiducia in se stessi e a parlare con gli altri delle proprie esperienze significative. Aiuta inoltre, con la sua empatia, a capire che l'apprendimento richiede tempo ed è un processo continuativo.
Il coach è un professionista che motiva, incoraggia, non giudica e si mette totalmente a servizio della persona, senza insegnare ma semplicemente tirando fuori ciò che l'individuo possiede.

### Il mentore
Il mentore è una guida che aiuta il discente (mentee) in un percorso di sviluppo personale e soprattutto di competenze che gli serviranno nel corso della sua vita lavorativa. Tra mentore e mentee, infatti, si costruisce un rapporto di reciproca fiducia e rispetto.
Vi sono diverse funzioni svolte dal mentore: egli, oltre a sostenere l'apprendimento aiutando il discente a riconoscere limiti e punti di forza del suo lavoro, cerca di fargli comprendere la cultura organizzativa, in modo che l'allievo interiorizzi i valori e rifletta sul suo ruolo; così facendo, facilita il percorso di iniziazione al lavoro.
Il mentore deve essere una persona sicura di sé, flessibile, creativa, positiva, fiduciosa onesta e deve instaurare con il mentee un rapporto di leadership aperta.